# Joaquín de Mosquera
Joaquín de Mosquera Figueroa y Arboleda Vergara (Popayán, Virreinato de la Nueva Granada, 19 de enero de 1748-Madrid, España, 29 de mayo de 1830) fue un político y administrador neogranadino que se desempeñó como presidente de la Regencia del Reino de España (jefe de Estado del Imperio español) en 1812.
Actuó como el único oidor neogranadino de la Real Audiencia de Santafé de Bogotá, alcalde del crimen de México y su oidor, regente visitador de Caracas, ministro togado  y camarista del Consejo de Indias, regente de audiencia y diputado de cortes. Como primer presidente de la tercera regencia, alcanzó el máximo poder en España siendo un americano, por ello lo han apodado como El colombiano que fue presidente del Gobierno español o El Colombiano que fue Rey de España.

## Nacimiento y estudios
Estudió en el Colegio mayor de Nuestra Señora del Rosario de su ciudad natal, donde obtuvo el título de Bachiller el 25 de julio de 1765. Se trasladó a Santafé y allí se recibió de abogado, maestría y doctorado en cánones y leyes de la Universidad de Santo Tomás. Hizo carrera en la administración colonial al servicio de la corona española, fue nombrado como teniente gobernador y auditor de guerra de la provincia de Popayán el 25 de octubre de 1774, llegando a ser Gobernador de Cartagena de Indias en 1785 y Oidor de las Reales Audiencias de Santa Fe, enviado para reemplazar a Juan José Zubiría como oidor de la Audiencia de Santafé por consulta del 22 de noviembre de 1786, y título del 13 de enero de 1787, tomó residencia del virrey Antonio de Caballero y Góngora. En 1794 adelanta un proceso contra Antonio Nariño en Santa Fe.

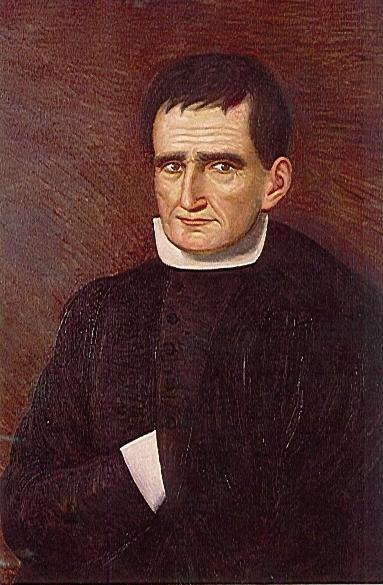
Retrato de Joaquín de Mosquera y Figueroa sin peluca

También Oidor de Quito, Ciudad de México y Caracasdonde se recuerda su investigación del asesinato del gobernador Lucas de Gálvez en Yucatán y en 1804 es nombrado auditor de guerra para el ejército regular, después viaja a Caracas nombrado como regente de la Audiencia de Caracas y visitador comisionado para investigar irregularidades financieras, allí encarceló líderes de una conspiración y por eso fue nombrado representante de la Junta Suprema.
Hasta 1809, año en que fue elegido junto con Camilo Torres Tenorio y José Ignacio de Pombo como parte de la terna de la que se sortearía el diputado de Popayán ante la Junta Central.
En Caracas se enfrentó a la Conjuración de los Mantuanos en 1808. En 1809, Caracas lo nombra su representante en la Junta Suprema.
Durante su mandato en Santa Fe, en 1791, se enfrentó con el entonces alcalde Antonio Nariño por la autoridad de la ciudad. Así mismo, en 1794, fue el encargado de enjuiciar a Nariño por la traducción y publicación de los Derechos del Hombre y del Ciudadano, de lo que fue absuelto, y por el desfalco de decenas de miles de pesos de la Tesorería de Diezmos de la Iglesia, cargo por el que Nariño fue condenado al exilio durante 10 años.
El 27 de octubre de 1810 es nombrado como ministro togado del consejo de Indias. en 1812 fue electo como uno de cinco regentes de las cortes.
Ante la disolución previa de la Junta Central, fue nombrado por las Cortes de Cádiz máximo órgano de la representación parlamentaria en la España de la época, y del cual era Diputado, Presidente del Gobierno español y por ende máximo representante del Poder Ejecutivo, en la llamada Tercera Regencia, conocida  como la del quintillo constituida ante el cautiverio en Francia del Rey Fernando VII. Algunos lo han apodado como el colombiano que fue presidente del Gobierno español o El Colombiano que fue Rey de España.

## Regente del Reino de España

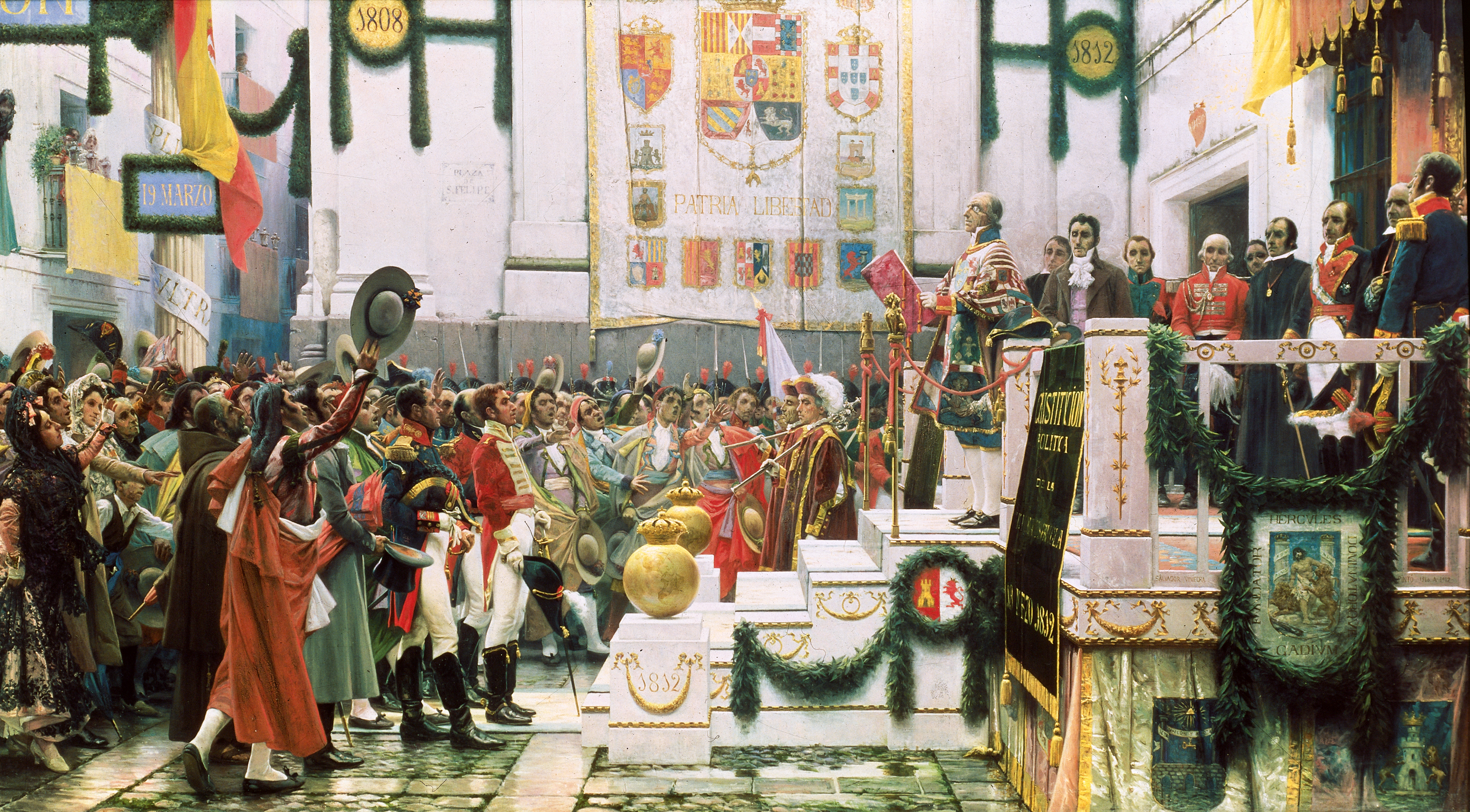
La promulgación de la Constitución Española de 1812, obra de Salvador Viniegra (Museo de las Cortes de Cádiz).

El 2 de enero de 1812, constituida la Tercera Junta de Regencia del Reino manifestación de la Junta Suprema Central, asumió como su presidente, hasta el 15 de junio del mismo año. Durante su mandato le correspondió la tarea de sancionar y proclamar la Constitución Política de la Monarquía Española el 19 de marzo de 1812 llamada La Pepa. El rey nombró a Mosquera ministro del Consejo de Indias el 3 de julio de 1814, y el 15 de noviembre del mismo año lo designó secretario de la Cámara del mismo Supremo Consejo. El 19 de noviembre de 1825 fue nombrado para iniciar la causa de beatificación de la religiosa quiteña Mariana de Jesús Paredes y Flores.

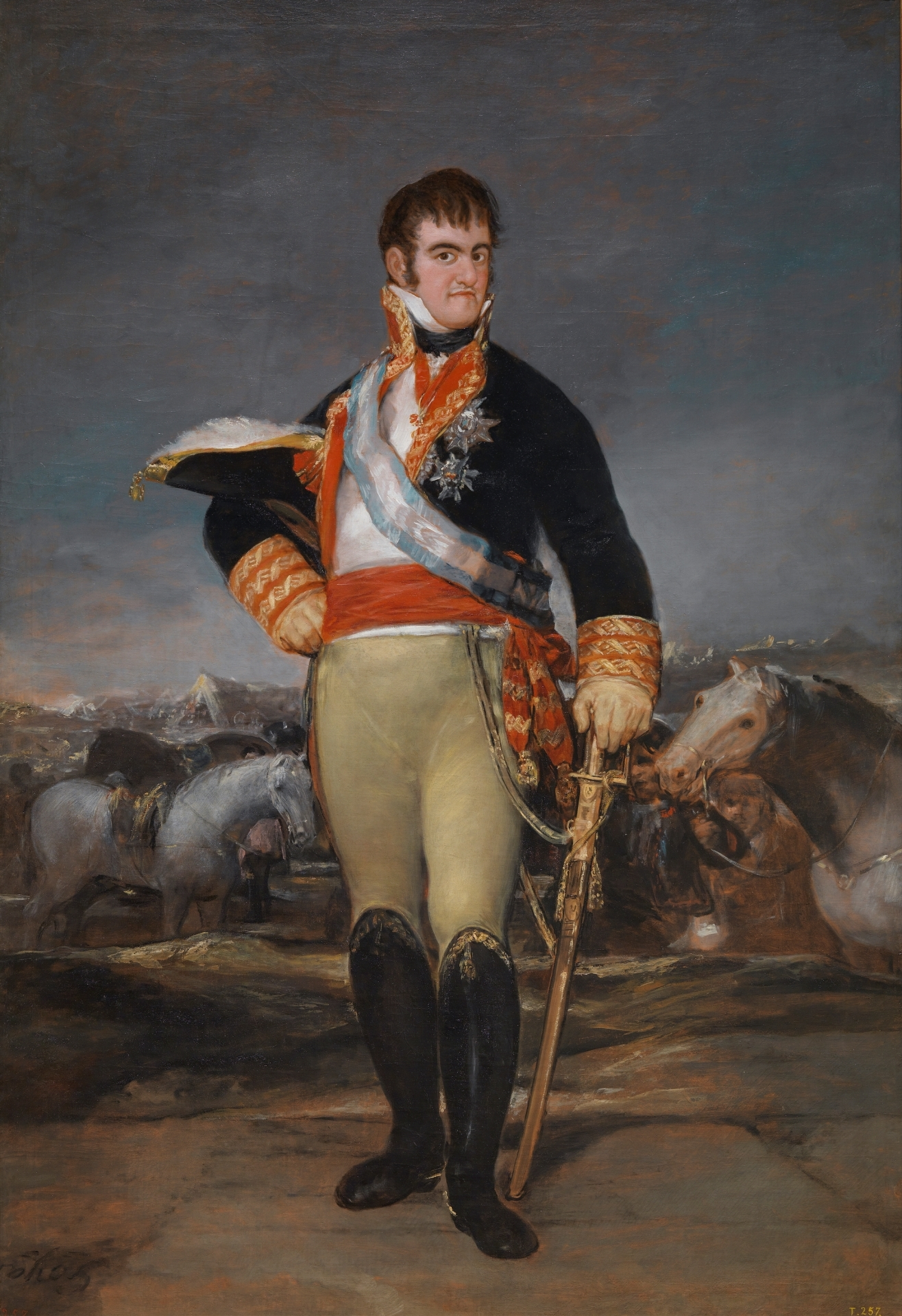
Fernando VII, monarca al cual Joaquín suplió con su regencia durante su exilio a causa de las guerras napoleónicas.

Al ser presidente de la nueva regencia se le concedió el tratamiento correspondiente que era el de alteza y excelencia ya que el presidente del consejo era rey en funciones.Por su lealtad a la Corona, Fernando VII le nombró caballero de la Orden de Isabel la Católica el 23 de febrero de 1817.
Falleció en Madrid el 29 de mayo de 1830.

## Familia

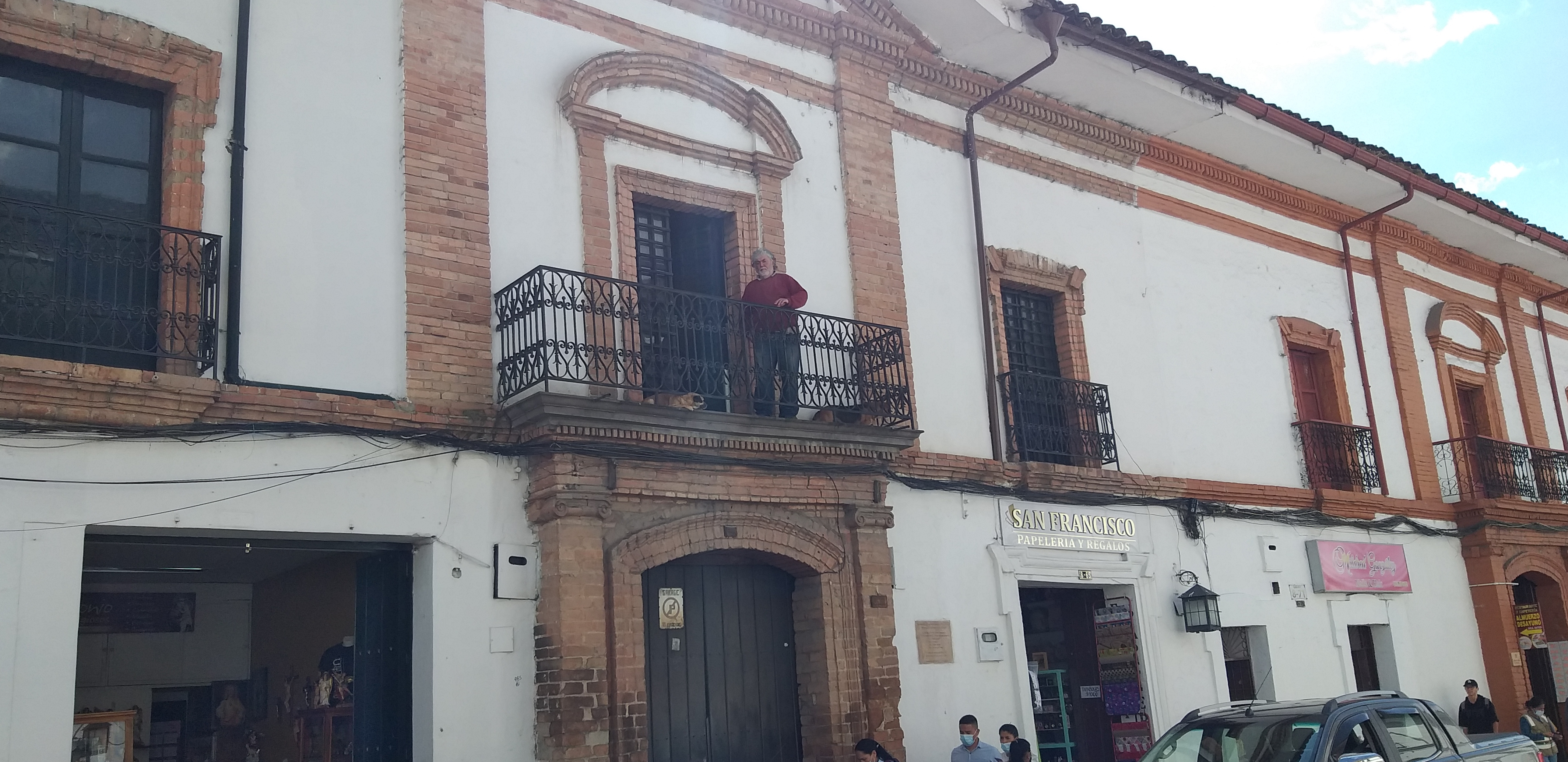
Casa de Joaquín de Mosquera y Figueroa en el Centro Histórico de Popayán, obra de don Marcelino Pérez de Arroyo

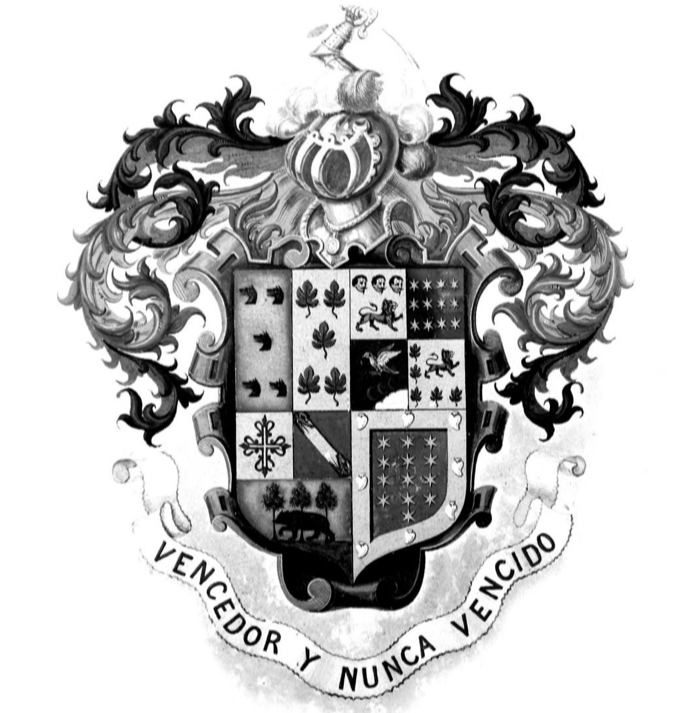
Escudo de Armas de la Familia Mosquera de Colombia

Fue hijo del capitán José Patricio de Mosquera y nieto del encomendero y maestre de campo Cristóbal de Mosquera Figueroa quienes ocuparon el cargo de alcalde y regidor de Popayán, los Mosquera eran una familia que consiguió prestigio desde el Cauca e hizo parte de la aristocracia colombiana con orígenes en Badajoz, España. Entre sus miembros, hoy, hay destacados personajes como dos presidentes de Colombia, varios políticos, diplomáticos, militares y empresarios.

Su madre fue María Teresa de Arboleda y Vergara de la familia Arboleda y Vergara; Linajes de mucho prestigio en Colombia, asociados a conquistadores y oficiales reales de la corona de España. Entre sus numerosos e influyentes miembros se destacan poetas, empresarios, escritores y políticos, incluyendo varios presidentes de Colombia, su madre era hermana del también alcalde de Popayán Francisco Arboleda y Vergara, ellos nietos del regente contador de la Real Hacienda con asiento en el Tribunal de Cuentas de Santafé Francisco Vergara Azcárate Mayorga y Olmos, a su vez, bisnieto del capitán Gabriel Gómez de
Sandoval, concebidor de la Capilla del Sagrario de Bogotá y descendiente de la nobilísima casa de Sandoval. Joaquín era primo del prócer colombiano Antonio Arboleda y Arrachea y del abogado Francisco de Vergara Azcárate y Vela,   Descendiente de conquistadores como Francisco de Mosquera y Figueroa, Juan de Olmos y Antón de Olaya y pertenecía a varias de las familias más aristocráticas de la Nueva Granada como los Arboleda-Salazar, Prieto de Tovar, Hurtado del Águila, Lasso de la Vega, Gómez de Sandoval y Vergara-Azcárate.
Contrajo matrimonio con la cartagenera María Josefa García de Toledo y Madariaga, hija de un contador del santo oficio de la Inquisición de Cartagena de Indias, y además hermana de José María García de Toledo fusilado por Pablo Morillo en 1816 por participar en las juntas revolucionarias y por ser miembro de la junta constitucional de Cartagena de 1812.
Con su mujer quien tuvo tres hijas, todas las cuales abrazaron la vida religiosa como monjas carmelitas descalzas en México. Sus hermanos fueron los hacendados Marcelino de Mosquera y Figueroa y José María de Mosquera y Figueroa, dos de cuyos hijos llegaron a ser presidentes de Colombia: Joaquín Mosquera y Tomás Cipriano de Mosquera y Arboleda. Otro, Manuel José, alcanzó la dignidad de arzobispo de Bogotá.Su sobrino Tomás Cipriano fue un militar, diplomático y estadista que fungió como presidente en varias ocasiones, el gobierno de los Estados Unidos de Colombia le otorgó el título único de Gran General en 1864. Su hermano Joaquín de Mosquera fue presidente de la Gran Colombia en 1830.
Su familia llegó a ser llamada la 'Familia Real de Colombia' durante la Época de los Caudillos (1830-1875).